# Les Sirènes (sculpture)
Pour les articles homonymes, voir Les Sirènes.
 (décembre 2020).
Les Sirènes, Le Chant des sirènes ou Les Néréides est une sculpture en bronze de 1887 à la patine brune. Elle a été créée par Auguste Rodin et coulée par la fonderie Rudier.